# 키조개
키조개는 진주조개목 키조개과에 속하는 대형 어패류이다. 껍데기 크기가 약 20cm 이상이고, 종종 식용으로 양식된다. 키조개의 폐각근 즉, 관자, 패주, 육주를 개아지살이라고 부른다. 가리비의 패주도 개아지살이라 부른다.